# Gary Collins
Gary Ennis Collins (Venice Los Angeles, 30 april 1938 – Biloxi, 13 oktober 2012) was een Amerikaans acteur.

## Loopbaan
Collins behaalde zijn diploma op de Santa Monica City College en ging vervolgens in militaire dienst. Hij vertrok naar Europa, waar hij in aanraking kwam met presentatie- en acteerwerk. Midden jaren 60 speelt hij samen met Jack Warden en Mark Slade in de serie The Wackiest Ship in the Army en met Dale Robertson en Robert Random in de serie The Iron Horse. Hij speelde de rol van  Dr. Michael Rhodes in de serie The Sixth Sense en in 1974 George Adamson in de serie Born Free (Elsa de leeuwin). Collins speelde gastrollen in veel televisieseries, zoals Perry Mason, The Virginian, Hawaii Five-O, The Six Million Dollar Man, The Love Boat, Charlie's Angels, Friends, Fantasy Island en JAG. Hij had bijrollen in de Andy Griffith film Angel in My Pocket en in Airport. Hij speelde daarnaast de piloot in de film The Night They Took Miss Beautiful.
Van 1980 tot 1988 was Collins televisiepresentator van de talkshow Hour Magazine en van 1989 tot 1994 was hij als presentator betrokken bij The Home Show.
Collins werd zes keer genomineerd voor een Emmy Award en won die in 1983. Hij heeft een ster op de Hollywood Walk of Fame en was gehuwd met Susan Peterson en van 1967 tot eind 2011 met ex-Miss America Mary Ann Mobley. Hij had drie kinderen.

## Strafblad
In januari 2008 moest Collins vier dagen in de cel van Glendale doorbrengen voor het rijden onder invloed. Een jaar later kreeg hij 120 dagen huisarrest opgelegd voor het rijden onder invloed op een motor. In 2011 kreeg hij ruzie in Jazzeppi's Restaurant in zijn woonplaats Biloxi over het weigeren van het betalen van de rekening. Hij moest van de rechter 500 dollar boete betalen. Collins was bij de uitspraak niet aanwezig.
Collins overleed op 13 oktober 2012 om 1:00 in het Biloxi Regional Medical Center.
- Biblioteca Nacional de España: XX1416453
- Bibliothèque nationale de France: cb14165767j (data)
- International Standard Name Identifier: 0000 0003 6450 2985
- Library of Congress Control Number: n85044362
- Nederlandse Thesaurus van Auteursnamen: 174698321
- SNAC: w66f8pt7
- Système universitaire de documentation: 152909605
- Virtual International Authority File: 228714230
- WorldCat: E39PBJkMD3gfWHqBbrGR9y6VG3